# Maciej Cmoch
Maciej Cmoch (ur. 1989 w Siedlcach) – ornitolog, fotograf przyrody, biolog z wykształcenia.

## Życiorys
Zawodowo zajmuje się badaniami i ochroną ptaków. Związany z Towarzystwem Przyrodniczym „Bocian”. Uczestnik projektów czynnej ochrony, m.in. błotniaka łąkowego, kulika wielkiego, pustułki i płomykówki.
Fotografuje przyrodę  – zarówno podporządkowaną człowiekowi naturę terenów wiejskich, jak i wciąż dziką przyrodę nieuregulowanych rzek. Nazywa siebie czytelnikiem krajobrazu. Na ptaki patrzy przez pryzmat otoczenia, w jakim żyją.

## Opublikował
- Ptaki za miedzą. Opowieści o mieszkańcach pól, łąk, pastwisk i wsi, Wydawnictwo Paśny Buriat 2021, ISBN 978-83-961249-5-1
- Bug. Opowieści o rzece, łęgach, piachach, łąkach, starorzeczach i mokradłach..., Wydawnictwo Paśny Buriat 2024, ISBN 978-83-970184-4-0